# Suae quisque fortunae faber est
 Suae quisque fortunae faber est  лат. (изговор: суе квискве фортуне фабер ест). Свако је своје среће ковач.(Цицерон) 

## Поријекло изреке
Изрекао римски државник и бесједник Цицерон (први вијек п. н. е.).

## Тумачење
Изрека искључује срећу, већ вели да је човјеково остварење искључиво његов квалитет у датом времену и простору.